# Hitzeschockprotein β-7
Das Hitzeschockprotein beta-7 (Gen-Name: HSPB7, früher cvHSP) ist ein Protein in Wirbeltieren. Es gehört zu der Gruppe der sogenannten kleinen Hitzeschockproteine, deren charakteristisches Merkmal die α-Crystallin-Domäne ist. 
cvHSP wurde 1999 von Krief et al. beschrieben, besteht aus 170 Aminosäuren und scheint nur im Herz- und Skelettmuskelgewebe exprimiert zu werden. Analysen mit dem Yeast Two-Hybrid System und Immunpräzipitationsversuche ergaben, dass cvHSP mit alpha-Filamin verbunden ist. Für diese Proteininteraktion scheinen die Aminosäuren mit den Sequenznummern 56 bis 119 maßgeblich zu sein. Es wurde gezeigt, dass cvHSP ebenfalls mit dem kleinen Hitzeschockprotein HSP22 (HSPB8) interagiert.